# UNetbootin
UNetbootin är ett verktyg som kan skapa ett Live USB minne med en ISO skivavbild. UNetbootin kan läsa in ett antal systemverktyg eller installera olika linuxdistributioner och andra operativsystem utan behov av en CD eller DVD.

## Kompatibla operativsystem
UNetbootin kan bl.a. skapa ett Debianbaserad bootbart USB-minne.
- Ubuntu
- Debian
- Linux Mint
- openSUSE
- Arch Linux
- Damn Small Linux
- SliTaz
- Puppy Linux
- gNewSense
- FreeBSD
- NetBSD
- PCLinuxOS
- Sabayon Linux
- Gentoo
- MEPIS
- Zenwalk
- Slax
- Dreamlinux
- Elive
- CentOS
- Mandriva
- LinuxConsole
- Frugalware Linux
- xPUD